# Tam Hải
Tam Hải là một xã thuộc thành phố Đà Nẵng, Việt Nam.

## Địa lý
Xã Tam Hải là một xã đảo nhỏ nằm phía bờ đông nam của huyện Núi Thành, có vị trí địa lý:
- Phía đông giáp Biển Đông
- Phía tây giáp xã Tam Giang và xã Tam Hiệp
- Phía nam giáp xã Tam Quang
- Phía bắc giáp xã Tam Hoà.

Xã Tam Hải có diện tích 15,03 km², dân số năm 2019 là 6.681 người, mật độ dân số đạt 445 người/km².

## Hành chính
Xã Tam Hải được chia thành 7 thôn: Thuận An, Đông Tuần, Long Thạnh Đông, Bình Trung, Xuân Mỹ, Long Thạnh Tây, Tân Lập.

## Kinh tế
Cuộc sống người dân nơi đây chủ yếu dựa vào biển, tập trung các ngành nghề đánh bắt và kinh doanh đồ biển là chính, thu nhập người dân khá ổn định, riêng về vị trí địa lý và phương tiện đi lại còn quá hạn chế nên khả năng phát triển về nhiều mặt kinh tế còn gặp nhiều khó khăn. Đến nay, người dân trong xã còn phải dùng phà để di chuyển khi muốn vào đất liền, tiềm năng về du lịch và kinh tế mới vì thế mà ít ai được biết tới.

## Du lịch
- Nghĩa địa cá Ông
- Mũi Bàn Than
- Bãi Bấc
- Bãi An Hòa
- Hòn Mang
- Hòn Dứa
- Chùa Diên Khánh

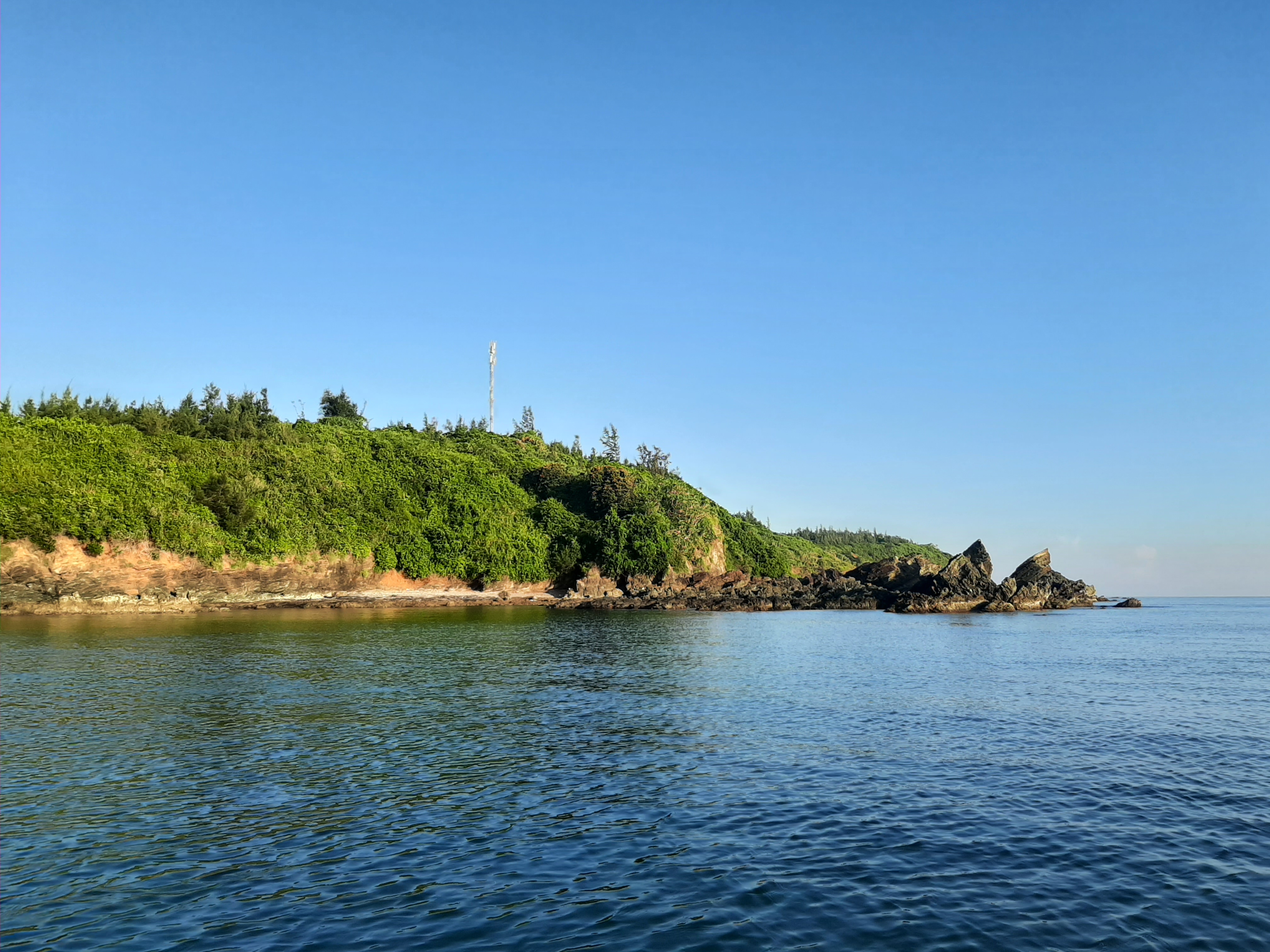
Danh lam thắng cảnh Bàn Than - Hòn Dứa - Hòn Mang đã được công nhận di tích quốc gia năm 2023

- Cửa Lở: một đường cửa biển, là một trong những di tích còn sót lại sau những cuộc tập chiến của vua Hồng Đức
- Bãi Nồm: Bàn Than án ngữ, chia bãi biển Tam Hải thành hai là bãi Nồm và bãi Bấc (gọi theo gió hướng Nam và gió hướng Bắc). Giới hạn bãi Bấc từ Bàn Than đến Cửa Lở, bãi Nồm từ Bàn Than đến cửa An Hòa
- Giếng cổ Champa: Có độ sâu khoảng 10m, đường kính 1,3m, chung quanh xây tường bê tông, lối vào dựng 2 trụ biểu, là bằng chứng về sự hiện diện của nền văn hóa Champa trên vùng đất Tam Hải.